# ダイニコトブキ
ダイニコトブキは、サラブレッド系種の日本の競走馬である。豪サラの名牝ミラの牝系に属し、4歳時には南関東出身馬として初めて秋の鞍を制した。
※以下、馬齢はすべて2000年以前に使用された旧表記（数え年）にて記述する。

## 戦績

### 3歳
1955年5月28日に浦河町で生を受けたダイニコトブキは、3歳になると船橋・出川己代造厩舎へと入厩する。出川はこののち「コトブキ」の名を冠した活躍馬を多く手がけることとなるが、本馬はその最初期の1頭である。
しかし、デビュー当初のダイニコトブキの戦績は決して芳しいものではなかった。この年の南関東競馬の3歳馬では、ダイゴホマレが重賞の全日本三歳優駿を含む8戦8勝の戦績を収めている。一方のダイニコトブキは、同じく8戦を消化して条件戦を2勝したのみだった。

### 4歳
年が明けて、ダイゴホマレが東京優駿を目指して中央競馬へ転出していくと、ダイニコトブキも本格化を迎える。4月には浦和の桜花賞、大井盃（後の羽田盃）とカツミナミを下して重賞を連勝し、大一番の春の鞍（後の東京ダービー）でも2番手追走から残り800mで先頭にたつ横綱競馬で勝利した。8月には浦和のゴールドカップも60キロを背負いながら快勝したことで、この年施行されたサラブレッド4歳馬限定重賞の完全制覇を達成している。
古馬を相手にとっても地元船橋のNTV盃を制したが、金盃では同じくサラブレッド系種の強豪ヨシフサの2着に敗れ、連勝も8でストップする。それでも本番の秋の鞍（後の東京大賞典）では、2年前の春の鞍を逃げ切ったオートネのハナを叩き返すと、そのまま2600mの長丁場を逃げ切った。1955年の創設以来、同競走の勝ち馬は3頭とも国営・中央競馬からの転入馬であり、本馬は南関東競馬出身馬初の同競走勝ち馬であった。12月の川崎開催のオープン戦もなんなく制し、この年を18戦15勝という戦績で終えた。

### 5歳以降
天皇賞・春を目指して中央競馬への転出が決まったが、移籍前最後のレースとなった正月大井の重賞・新春盃では、14キロ差の斤量もあって伏兵ユウセイの2着に敗れている。中央移籍後の戦績は奮わず、また脚部不安もあって結局3戦0勝と期待外れの結果に終わった。その後6歳一杯は全休したのち、7歳春に出川厩舎へと復帰する。いったんはB級に格付けされたが3月末の船橋・京葉盃、4月半ばの大井・スプリングカップとB級の準重賞を連勝すると、5月に施行された地元のダイオライト記念で同門・ダイサンコトブキの2着。6月には大井記念で久々の重賞制覇を果たした。秋の鞍でもサキミドリの2着に好走している。
8歳時にも上半期で11戦してダイオライト記念を始め3勝を挙げるなど活躍していたが、脚部不安が再発したことで引退。生産の土肥牧場で種牡馬入りしたが、サラブレッド系種ということもあって目立った産駒は出ていない。

## 血統表
| ダイニコトブキの血統（ブランドフォード系 / シアンモア 3×3=25%） | ダイニコトブキの血統（ブランドフォード系 / シアンモア 3×3=25%） | ダイニコトブキの血統（ブランドフォード系 / シアンモア 3×3=25%） | （血統表の出典）                          | （血統表の出典）                          |
| 父 シマタカ 1944 鹿毛                                           | 父の父プリメロ Primero 1931 鹿毛                                | Blandford 1919                                                  | Swynford 1907                             | Swynford 1907                             |
| 父 シマタカ 1944 鹿毛                                           | 父の父プリメロ Primero 1931 鹿毛                                | Blandford 1919                                                  | Blanche 1912                              |                                           |
| 父 シマタカ 1944 鹿毛                                           | 父の父プリメロ Primero 1931 鹿毛                                | Athasi 1917                                                     | Farasi 1903                               | Farasi 1903                               |
| 父 シマタカ 1944 鹿毛                                           | 父の父プリメロ Primero 1931 鹿毛                                | Athasi 1917                                                     | Athgreany 1910                            |                                           |
| 父 シマタカ 1944 鹿毛                                           | 父の母第参マンナ 1937 栗毛                                      | シアンモア Shian Mor 1924                                       | Buchan 1916                               | Buchan 1916                               |
| 父 シマタカ 1944 鹿毛                                           | 父の母第参マンナ 1937 栗毛                                      | シアンモア Shian Mor 1924                                       | Orlass 1914                               |                                           |
| 父 シマタカ 1944 鹿毛                                           | 父の母第参マンナ 1937 栗毛                                      | マンナ 1928                                                     | クラツクマンナン Clackmannan 1919         | クラツクマンナン Clackmannan 1919         |
| 父 シマタカ 1944 鹿毛                                           | 父の母第参マンナ 1937 栗毛                                      | マンナ 1928                                                     | 第三フラストレート 1910                   |                                           |
| 母 メイヂー 1946 鹿毛 （サラ系）                                | 母の父大鵬 1929 黒鹿毛                                          | シアンモア Shian Mor 1924                                       | Buchan 1916                               | Buchan 1916                               |
| 母 メイヂー 1946 鹿毛 （サラ系）                                | 母の父大鵬 1929 黒鹿毛                                          | シアンモア Shian Mor 1924                                       | Orlass 1914                               |                                           |
| 母 メイヂー 1946 鹿毛 （サラ系）                                | 母の父大鵬 1929 黒鹿毛                                          | フリツパンシー Flippancy 1924                                   | Flamboyant 1918                           | Flamboyant 1918                           |
| 母 メイヂー 1946 鹿毛 （サラ系）                                | 母の父大鵬 1929 黒鹿毛                                          | フリツパンシー Flippancy 1924                                   | Slip 1909                                 |                                           |
| 母 メイヂー 1946 鹿毛 （サラ系）                                | 母の母久忠 1934 鹿毛 （サラ系）                                 | トウルヌソル Tournesol 1922                                     | Gainsborough 1915                         | Gainsborough 1915                         |
| 母 メイヂー 1946 鹿毛 （サラ系）                                | 母の母久忠 1934 鹿毛 （サラ系）                                 | トウルヌソル Tournesol 1922                                     | Soliste 1910                              |                                           |
| 母 メイヂー 1946 鹿毛 （サラ系）                                | 母の母久忠 1934 鹿毛 （サラ系）                                 | 博忠 1925 （サラ系）                                            | チヤペルブラムプトン Chapel Brampton 1912 | チヤペルブラムプトン Chapel Brampton 1912 |
| 母 メイヂー 1946 鹿毛 （サラ系）                                | 母の母久忠 1934 鹿毛 （サラ系）                                 | 博忠 1925 （サラ系）                                            | 種信 1918（サラ系）                       |                                           |

- 父シマタカは重賞勝ちこそなかったが、フラストレート～マンナの牝系に属し1950年の二冠馬クモノハナの全兄。種牡馬としてはこのダイニコトブキを始め成功し、1958年の菊花賞馬コマヒカリらを出している。4代目母種信は第1回東京優駿の勝ち馬ワカタカの母。
- 半妹ミユキヒメ（父ボストニアン）の曾孫にタカフジミノル（東京ダービー、羽田盃）がいる。